# Aelia Eudocia

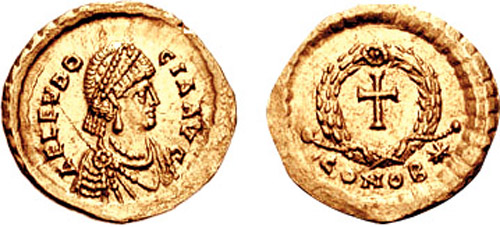
Aelia Eudocia képmásával ellátott pénzérme

Aelia Eudocia, születési nevén Athénaisz (393/394? körül – 460/461.) II. Theodosius keletrómai császár felesége, irodalmár volt.
Az athéni származású Athénaisz édesapjától, a pogány tudós Leontiosztól alapos irodalmi és retorikai képzésben részesült. Jóannész Malalasz történetíró szerint atyja szándékosan kevés pénzt hagyott rá, mivel előre látta nagy szerencséjét; egy másik történet szerint bátyjai kiforgatták az örökség rá eső részéből, mire a végrendelet ellen perelve – feltehetően 414 körül – Konstantinápolyba ment, ahol hamarosan Pulcheria, a császár nővére figyelt fel rá. Miután megkeresztelkedett (ekkor vette fel az Aelia Licinia Eudocia nevet), 421. június 7-én feleségül ment Theodosiushoz. Néhány forrásban az olvasható, hogy mindez Pulcheria aktív közreműködésével történt, ám ennek ellentmond, hogy Eudocia mindig is pártját fogta a pogányoknak és zsidóknak, akiket a császár nővére kíméletlenül üldözött.
422-ben született meg lánya, Licinia Eudoxia (valószínűleg két másik gyermeket is szült, azonban csak Licinia érte meg a felnőttkort). Születése után, 423-ban Eudocia elnyerte az Augusta címet, bátyjait pedig magas pozíciókhoz juttatta (Valerius consul és Thracia kormányzója, Gesius pedig Illyricum praefectusa lett). 438–439 között elzarándokolt Jeruzsálembe, ahonnan sok értékes ereklyével – így Szent István vértanú maradványaival és Szent Péter láncaival, melynek felét Rómába küldte – tért vissza. Útközben Antiochia hellenisztikus stílusban épült városában szónoklatot tartott, melyben Homéroszt idézte. A város lakossága olyannyira fellelkesült, hogy aranyszoborral jutalmazta. Hazatérve viszonzásképpen meggyőzte férjét, hogy különféle támogatásokat adjon a városnak. 442–443 körül vehette át az irányítást férje felett, háttérbe szorítva Pulcheriát. (Sőt, az Eutükhészt támogató Chrysaphius eunuch hatására 446–447 táján elérte, hogy Theodosius elhidegüljön tőle, és Pulcheria visszavonult egy zárdába.)
A bizánci történetírók szerint Eudocia hét évig őrizte pozícióját. Ebben az időben történt, hogy száműzték pártfogoltját, Paulinus magister officiorumot. (A történet szerint a császár egy különlegesen nagy és szép almát adott feleségének, amit ő továbbadott Paulinusnak, aki viszont II. Theodosiusnak ajándékozta, aki felismerte a gyümölcsöt. Eudocia bátyja kérdésére azt felelte, hogy megette az almát, mire Paulinust száműzték.) A Cappadociába száműzött Paulinust 449 körül, Eudocia végleges száműzetésbe vonulásának idején végezték ki. Eudocia saját kérésére Jeruzsálemben telepedhetett le, mint száműzött császárné. Férje állítólag hajlandó lett volna kibékülni, és a feladattal Saturninus comes domesticorumot bízta meg, aki azonban – mivel ismeretlen okból megölt két egyházit – a császárné kivégeztetett. Ekkor császárnéi rangjától és javadalmaitól is megfosztották.
Jeruzsálemben a monofizita irányzat híve lett, de végül (455 után) áttért és kibékült Pulcheriával annak kapcsán, hogy a Vandál Királyságba vitték rabként lányát. I. Leó uralkodásának negyedik évében, azaz 460-ban vagy 461-ben halt meg Jeruzsálemben. Halálos ágyán ünnepélyesen kijelentette, hogy nem volt viszonya Paulinusszal. Az általa építtetett Szent István templomban helyezték örök nyugalomra.
Eudocia utolsó éveit az irodalomnak szentelte. Parafrázisokat írt a Biblia első nyolc könyvéből (Otkateukhosz), Dániel és Zakariás próféta könyveiből, illetve megverselte Szent Ciprián életét és férje perzsiai győzelmeit.